# Batalla de Gandia
La batalla de Gandia o batalla del Vernisa fou una batalla lliurada entre les tropes agermanades i les tropes del virrei Diego Hurtado de Mendoza el 23 de juliol de 1521, a Gandia (la Safor).

## Antecedents
L'esplendor tardomedieval valencià fou aprofitada per l'oligarquia urbana, excloent les classes populars del poder polític i dels beneficis econòmics del creixement i establint una forta competència sobre les estructures gremials i els mercaders, trencant el monopoli gremial sobre la manufactura i produint superproducció, amb una baixada global de la productivitat, una disminució en la qualitat dels productes i una inflació de mestres. Tot plegat, coartava les expectatives de guany i de promoció, així com consolidava els desnivells patrimonials i la pauperització de la majoria. Dins d'aquest context, començaren a crear-se unes tensions al si dels diferents gremis i corporacions, que, a poc a poc, s'estengueren a tota la societat.
Es crearen uns estatuts gremials, en gran part impulsats per Joan Llorenç, considerat l'ideòleg i fundador de les Germanies. Aquest estatut no sols expressava una idea evangèlica d'unitat, sinó que també reivindicava la restauració del monopoli gremial en els diferents oficis, així com la participació de les classes populars en el govern de la ciutat. Amb això els agermanats exigien una ciutat lliure, exclusivament governada per la justícia popular, com moltes altres ciutats italianes. Però això no implicava que els agermanats no foren absolutament respectuosos amb la monarquia i el sistema foral (fet que accelerà més endavant el procés centralitzador monàrquic al Regne de València).
Els dos desencadenants últims de la revolta foren el buit de poder en la ciutat que s'havia provocat degut a la fugida de la noblesa local davant la riuada de 1517 i una epidèmia de pesta negra en 1519, i el continu ajornament de la vinguda del rei per a celebrar corts i jurar Furs, probablement per l'escàs interès que li provocava el Regne de València, al coincidir aquests fets amb el procés de coronació com a emperador. La decisió reial en l'estiu de 1519 d'armar els gremis per poder autodefensar-se davant de les amenaces dels pirates barbarescos (decisió presa ja per Ferran el Catòlic en 1515 però interrompuda per les autoritats locals davant de les conseqüències evidents) constituí l'espurna final amb la qual els gremis tractaren d'imposar a la força les seues reivindicacions.
Amb tots aquests antecedents, els agermanats començaren a exhibir el poder dels oficis amb diverses desfilades militars i la constitució el 25 de novembre d'un comitè executiu format per tretze síndics: la Junta dels Tretze, formada per un representant de cada gremi, per regir la ciutat de València. El rei, per aquell temps, estava en Aquisgrà concentrat en la seua coronació com a emperador, i les úniques mesures que prengué davant la revolta foren la prohibició de l'ús d'armes i l'eliminació d'algunes de les seues concessions, prohibicions que ningú no tingué en compte.
La tensió augmentà amb el nomenament de Diego Hurtado de Mendoza com a virrei, a l'abril de 1520; per la seua condició d'estranger, i perquè llavors els agermanats feren un cop d'estat municipal, amb el qual aconseguiren imposar representants populars en diferents jurats, magistratures i comissions de govern municipal (sense arribar mai al control total). Amb això, la revolta adquirí el rang de guerra civil i s'estengué per tot el Regne de València, amb la creació d'altres juntes dels tretze controlades per la de València.
A l'estiu de 1520 començaren algunes accions bèl·liques com l'assalt del vescomtat de Xelva, el saqueig de palaus nobiliaris i la crema de títols de propietat. Però la revolta pròpiament dita no esclatà fins al juny de 1521, en dos fronts alhora: un al nord, a les comarques del Maestrat, la Plana i el Camp de Morvedre; i un altre al sud, a les terres d'Alzira, Xàtiva, Gandia i Elx. El front del nord fou derrotat per les tropes d'Alfons I d'Empúries el duc de Sogorb, a la batalla d'Orpesa.

## La batalla
La batalla de Gandia fou l'única victòria en batalla campal dels agermanats. Les tropes del virrei estaven compostes per més de 120 nobles i uns 250 cavallers, 450 homes de cavall i 2.000 de peu. La majoria eren mercenaris (700 mudèjars valencians, 600 castellans, i 200 catalans. Les tropes agermanades estaven dirigides per Vicent Peris.
A continuació de la batalla, els agermanats saquejaren la vila i l'horta de Gandia, i batejaren a la força els musulmans de la Safor, La Marina i la Costera, fet que tingué greus conseqüències posteriors.

## Conseqüències
El virrei Diego Hurtado de Mendoza va haver de tornar per mar des de Dénia a Peníscola. La batalla va marcar un punt d'inflexió en les reivindicacions dels agermanats, que passaren de tenir una component principalment reivindicativa en la política local de la Ciutat de València a una certa component més popular i de lluita de classes.
A la setmana de la batalla, la Junta dels Tretze (formada inicialment per la facció més moderada i impulsora de la revolta) va dimitir en veure que la situació s'havia desbordat completament. Els agermanats van començar una sèrie de disputes internes que els debilità ràpidament i en sols una mica més d'un mes tot el sud del Regne de València caigué en mans reialistes (des d'Alacant a Ontinyent).